# Zdenko
Zdenko je moško osebno ime.

## Izvor imena
Ime Zdenko je tako kot Zdenka slovanskega izvora, in sicer tvorjenka na -ka iz prvega dela zloženih slovanskih imen Zdemir, Zdemil, Zdebor, Zdegoj, Zdedrag, Zdeslav, Zdestan. Sestavina zde- ima pomene, ki jih izkazujeta glagola zdeti ali zdati, to je »skupaj dati, zbrati, zgraditi«.

## Različice imena
- moške oblike imena: Zdene, Zdenek, Zdenislav, Zdenjek, Zdeno, Zdeslav
- ženska oblika imena: Zdenka

## Pogostost imena
Po podatkih Statističnega urada Republike Slovenije je bilo na dan 31. decembra 2007 v Sloveniji število moških oseb z imenom Zdenko: 1.283. Med vsemi moškimi imeni pa je ime Zdenko po pogostosti uporabe uvrščeno na 145. mesto.

## Osebni praznik
V koledarju je ime Zdenko skupaj z imenoma Sidonij in Filip; god praznuje 21. avgust (Sidonij, škof † 21. avg. 479), ali pa 3. maja (Filip, apostol) in 26. maja (sveti Filip Neri, duhovnik, † 26. maja 1595).